# Арзиани, Малхаз Отарович
Малхаз Отарович Арзиани (груз. მალხაზ ოთარის ძე არზიანი; 15 августа 1964, Поти — 22 июня 2022, Тбилиси, Грузия) — советский и грузинский футболист, защитник.
Воспитанник ДСШ Поти, тренер Т. Адамия и «Динамо» Батуми. В чемпионате СССР играл за «Динамо» Тбилиси (1982—1986, 1987—1990) — 106 матчей, один гол и «Гурию» Ланчхути (1987) — 15 матчей. Провёл два матча в первой лиге за «Динамо» Батуми (1987). В чемпионате Грузии играл за «Иберию»/«Динамо» Тбилиси (1990—1993), «Колхети-1913» Поти (1995/96), «Горду» Рустави (1997/98). Выступал за шведский клуб «Елливаре» (1993—1995).
Участник Спартакиады народов СССР 1983 в составе сборной Грузинской ССР. Победитель Мемориала Гранаткина 1985.
Провёл одну игру за сборную Грузии − 19 сентября 1992 года против Азербайджана.
Сын Зураби (род. 1987) также футболист.